# كتيبة الشرطة 309
 كانت كتيبة الشرطة 309 (Polizeibattalion 309) عبارة عن تشكيل من شرطة النظام (الشرطة النظامية) خلال الحقبة النازية. أثناء عملية بارباروسا، كانت تابعة لفرقة الأمنية 221 التابعة للجيش الألماني وتم نشرها في المناطق التي تحتلها ألمانيا، وتحديداً المنطقة الخلفية لمجموعة جيوش الوسطى في الاتحاد السوفيتي، كجزء من قوات الأمن في فيرماخت. إلى جانب فصائل من أينزاتسغروبن ولواء الفرسان إس إس، ارتكبت جرائم قتل جماعية وكانت مسؤولة عن ارتكاب جرائم واسعة النطاق ضد الإنسانية تستهدف السكان المدنيين. 

## الخلفية والتكوين
كانت شرطة النظام الألمانية (الشرطة النظامية) أداة رئيسية لجهاز الأمن في ألمانيا النازية. خلال فترة ما قبل الحرب، تعاون كل من قائد قوات الأمن الخاصة هينريش هيملر وكورت داليج، قائد شرطة النظام، في تحويل قوة شرطة جمهورية فايمار إلى تشكيلات عسكرية جاهزة لخدمة أهداف النظام المتمثلة في الفتح والإبادة العرقية. تشكلت قوات الشرطة أولاً في تشكيلات بحجم الكتيبة لغزو بولندا، حيث تم نشرها لأغراض أمنية وشرطية، وكذلك المشاركة في عمليات الإعدام والترحيل الجماعي. 
تم تعيين 23 كتيبة من شرطة النظام للمشاركة في غزو الاتحاد السوفيتي عام 1941، عملية بارباروسا. تم ربط تسعة فرق أمنية للفيرماخت، ثلاثة لكل منطقة من مناطق مجموعة الجيوش الخلفية. تم تعيين كتيبتين لدعم أينزاتسغروبن، وفرق الموت المتنقلة التابعة لقوات الأمن الخاصة ومنظمة تودت، مجموعة البناء العسكرية.  كانت أهداف كتائب الشرطة هي تأمين المؤخرة من خلال القضاء على فلول قوات العدو، وحراسة أسرى الحرب، وحماية خطوط الاتصالات والمرافق الصناعية التي تم الاستيلاء عليها. كما تضمنت تعليماتهم، كما ذكر دالوج، «مكافحة العناصر الإجرامية، وقبل كل شيء العناصر السياسية». 
جنبا إلى جنب مع كتيبة الشرطة 303 و314، تم تعيين كتيبة الشرطة 45 إلى فوج الشرطة الجنوبي. تم وضع الفوج تحت قيادة هيرمان فرانز، وهو شرطي محترف كان قد خدم سابقًا في شرطة النظام في بولندا المحتلة.  عندما عبر الفوج الحدود الألمانية السوفيتية، أصبح خاضعًا لسيطرة فريدريش جيكلن، القائد الأعلى لقوات الأمن والشرطة (HSS-PF) لمجموعة الجيوش الجنوبية في أوكرانيا. 

## كنيس عظيم ،جريمةبياليستوك
في صباح يوم 27 يونيو 1941، أحاطت القوات النازية من كتيبة الشرطة 309 بساحة بلدة قبل الكنيس العظيم Great Synagogue، وأجبرت السكان على مغادرة منازلهم إلى الشارع. تم دفع بعضهم ضد جدران المبنى وقتلوا بالرصاص. آخرون - حوالي 2000 من الرجال والنساء والأطفال - كانوا محبوسين في الكنيس، والذي تم إحراقه في وقت لاحق؛ هناك احترقوا حتى الموت. واستمر الهجوم النازي بقصف العديد من المنازل وإطلاق النار. مع انتشار النيران من الكنيس مع حرائق القنابل، غمرت الساحة بأكملها. في ذلك اليوم، فقد حوالي 3000 يهودي حياتهم. (أرشيف من Geocities) 

## ما بعد
لم يتم الإعلان عن تنظيم الشرطة ككل منظمة إجرامية من قبل الحلفاء، على عكس قوات الأمن الخاصة. كان أعضاؤها قادرين على إعادة الاندماج في المجتمع إلى حد كبير دون تحرش، مع عودة الكثيرين إلى وظائف في الشرطة في النمسا وألمانيا الغربية. 